# Le nostre signore
Le nostre signore (Our Ladies) è un film del 2019 diretto da Michael Caton-Jones. La pellicola, prodotta e co-sceneggiata dallo stesso Caton-Jones, è l'adattamento cinematografico del romanzo di Alan Warner The Sopranos (1998).

## Trama
Nel 1996 un gruppo di studentesse di una scuola cattolica a Fort William, nelle Highlands scozzesi, vengono invitate ad Edimburgo per esibirsi in una gara canora tra cori. Tuttavia le ragazze, accompagnate da suor Condron, sono più interessate a bere, fare baldoria ed incontrare maschi che alla gara.
Il gruppo è formato da Orla, malata di leucemia che vuole vivere la vita a pieno; Finnoula, ragazza intelligente che desidera disperatamente sperimentare la vita oltre la sua piccola città; Chell, alle prese con la perdita di suo padre; Manda, ragazza dalla lingua tagliente e spiritosa; e Kylah, prodigio musicale con uno spirito ribelle.

## Produzione

### Sviluppo
Già dal 1998, anno di uscita del romanzo, Michael Caton-Jones aveva espresso il desiderio di adattare The Sopranos per il grande schermo. Il progetto entrò in fase di lavorazione solo nel 2018, con Caton-Jones nelle vesti di produttore, regista e co-sceneggiatore insieme ad Alan Sharp.

### Riprese
Le riprese principali si sono svolte a Fort William, Edimburgo e Glasgow.

## Distribuzione
Il film ebbe la sua prima al BFI London Film Festival il 4 ottobre 2019, a cui seguì una seconda proiezione al Glasgow Film Festival il 28 febbraio 2020.
La distribuzione del film, originariamente prevista per il 6 marzo 2020, fu posticipata a causa della pandemia di COVID-19 prima al 24 aprile, poi all'11 settembre e fu infine posticipata indefinitivamente. Il film ha raggiunto le sale statunitensi il 18 giugno 2021 e quelle britanniche il 27 agosto dello stesso anno.

## Accoglienza
Le nostre signore è stato accolto positivamente dalla critica. L'aggregatore di recensioni Rotten Tomatoes riporta il 93% di recensioni positive con un punteggio di 7/10 basato su ventinove recensioni.